# Data (Star Trek)
 For alternative betydninger, se Data (flertydig). (Se også artikler, som begynder med Data)
Data er navnet på en androide skabt af Dr. Noonien Soong i tv-serien Star Trek The Next Generation.
Han er med i Star fleet, og arbejder på Enterprise D som både styrmand og anden officer.
Fordi at han er en androide har han ekstraordinær styrke og intelligens.
Datas største ønske er at blive et menneske. Ikke gennem fysiske forandringer, men gennem udvikling af sig selv. Jo mere han lærer og forstår om mennesket, jo tættere kommer han på dette mål. Selvom han er klar over at han aldrig når målet, opfatter han processen som det vigtigste. Dette er efter Datas mening en grundlæggende del af at være menneske. At udvikle sig så meget som muligt.
Data spilles af skuespilleren Brent Spiner.